# Coronini von Cronberg

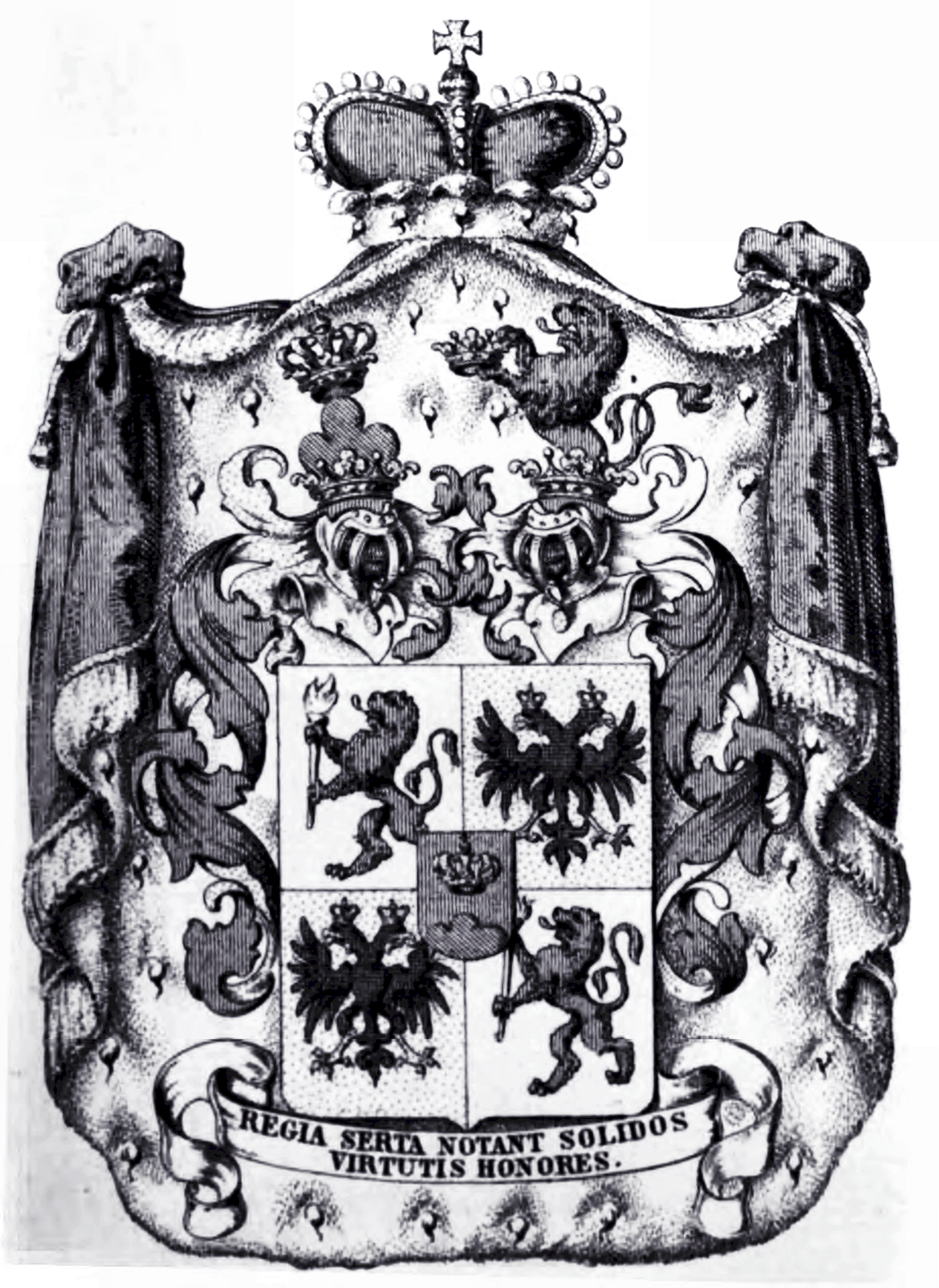
Wappen der Grafen von Coronini-Cronberg

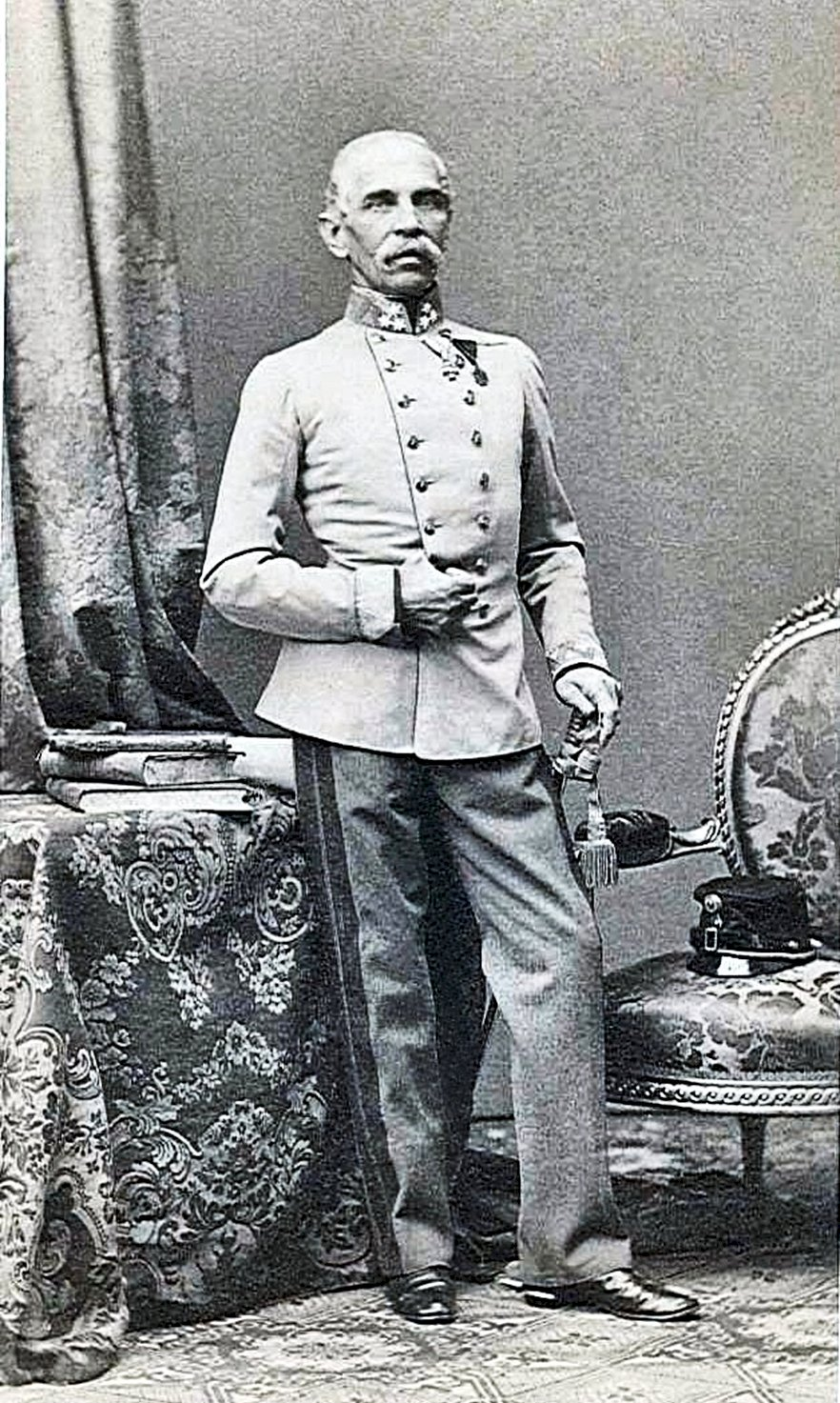
Johann Baptist Graf Coronini von Cronberg (1794–1880)

Die Coronini von Cronberg waren ein österreichisches Adelsgeschlecht, das 1687 zu Reichsgrafen erhoben wurde. Die Familie bestand aus drei Linien und ist im Mannesstamm Ende des 20. Jahrhunderts erloschen.

## Geschichte
Die Familie Coronini stammt ursprünglich aus Locatello bei Bergamo und ging dann in die Grafschaft Görz. Sie erlangte 1548 eine österreichische Adels- und Wappenbestätigung für Johann Cyprian von Cronberg sowie 1588 den erbländisch-österreichischen und Reichsadelsstand mit dem Prädikat „von Cronberg“. 1604 wurde dem Geschlecht die Landmannschaft der Grafschaft Görz verliehen. 1627 wurden die Coronini zu Freiherren „zu Prebacina und Gradiscuta“ erhoben; 1630 zu „Freiherrn von Cronberg“. Kaiser Ferdinand III. erhob Alexius Coronini und seine Söhne mit „de Monte Olivarum“ [von Ölberg] ebenfalls in den Freiherrenstand. 1687 wurden die Familie zu Reichsgrafen „Coronini von Cronberg“.
Die Familie stellte den Erbhauptmann zu Tolmein (ab 1661) und ab 1810 den Erblandmundschenken in Krain. Verschiedene Familienmitglieder der Coronini hatten die Landmannschaft von Görz (ab 1604), Kärnten, Krain und der Steiermark.
Von der Familie existierten drei Zweige: die Linie zu Cronberg (erloschen 1990), die Linie zu Tolmein (um 1960 erloschen) und die Linie zu St. Peter bei Görz, welche 2013 im Mannesstamm erlosch.
Johann Baptist Graf Coronini von Cronberg (1794–1880) erhielt den Orden vom Goldenen Vlies, zudem wurde der Ort Coronini in Rumänien nach ihm benannt.

## Wappen

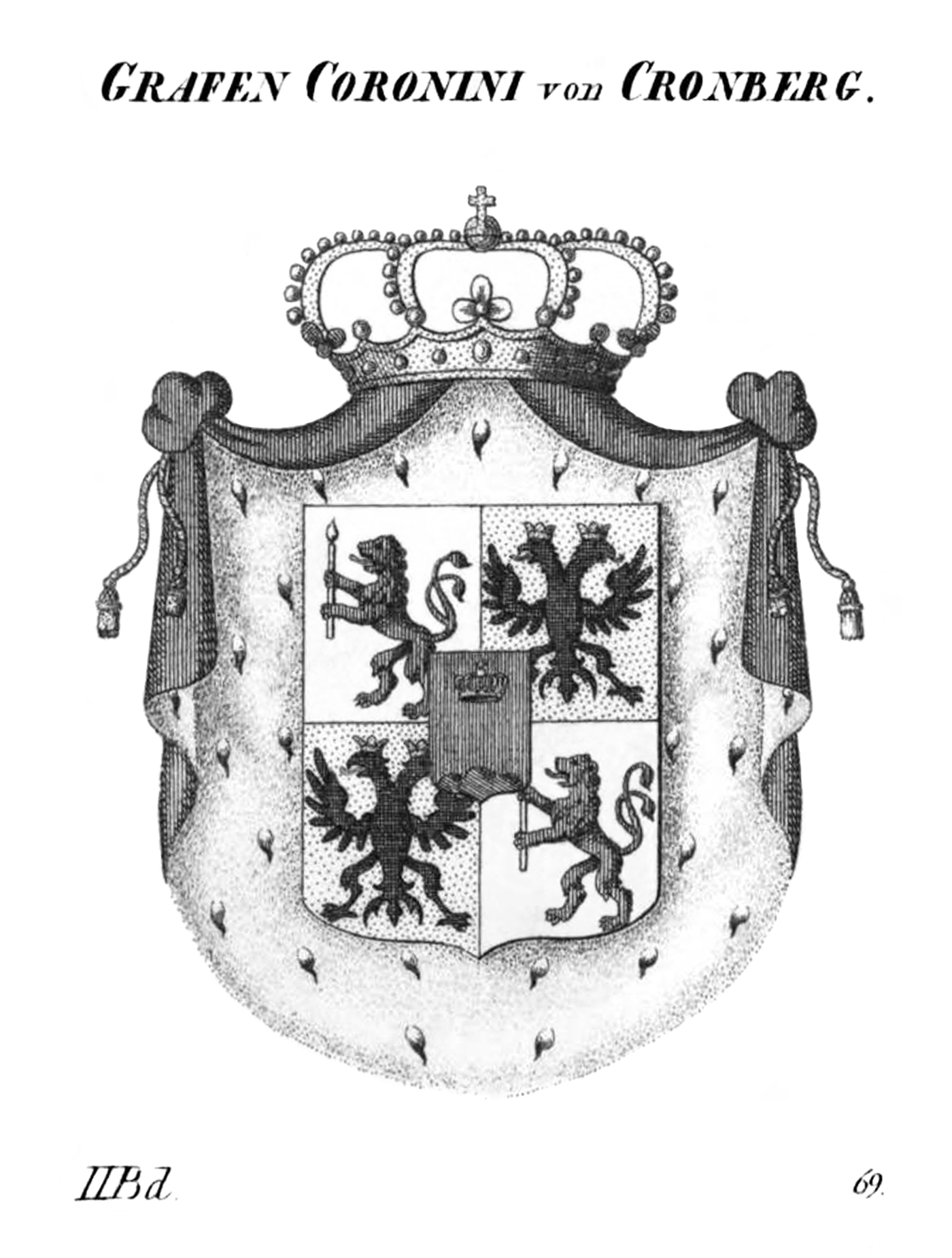
Wappen derer Grafen Coronini von Cronberg (vereinfacht, ohne Helme)

Stammwappen: in Rot eine über einem grünen Dreiberg schwebende geschlossene goldene Königskrone.
Krone und Berg lassen das Stammwappen als „redendes Wappen“ erscheinen. „Coronini“ ist insofern ebenfalls ein „redender Name“ als der ursprüngliche Name Cronberg italianisiert wird, indem der Berg weggelassen und nur auf die Krone Bezug genommen wird. „Coronini“ wäre am ehesten mit „Krönlinge“ zu übersetzen, da „die Gekrönten“ auf Italienisch incoronati heißt. Die Namensursprünge des deutschen Adels leiten sich oft von Wappenfiguren her.
1687: Quadrierter Schild mit dem Stammwappen im Mittelschild; 1 und 4 in Silber ein gegen die rechte Seite aufspringender doppeltgeschwänzter roter Löwe, welcher in den Vorderpranken eine brennende Fackel hält. 2 und 3 in Gold der kaiserliche schwarze Doppeladler. Auf dem Schild zwei gekrönte Helme: auf dem rechten steht ein dreifacher grüner Hügel, auf welchem die Krone des Mittelschildes ruht; aus dem linken wächst der Löwe des 1. und 4. Feldes auf, welcher in der rechten Pranke eine goldene offene Krone trägt. Die Decke des rechten Helmes sind rot und golden, die des linken rot und silbern. Nach einigen Abbildungen sind zwei rote doppeltgeschwänzte Löwen die Schildhalter.
Unter dem Schild findet sich die Devise: Regia serta notant solidos virtutis honores („Königliche Ehrenkränze (gemeint sind die Rangkronen der Könige) kennzeichnen wahre Verdienste der Tugend“).
Das Königreich Italien hat den Coronini 1940 sogar einen Wappenmantel mit heraldischem Hermelin und einer Königskrone als Rangkrone verliehen, obwohl das Hermelinfell Familien kaiserlichen, königlichen und fürstlichen Standes als Symbol vorbehalten war, zu denen die Coronini nie gehörten. Diese Königskrone soll den Coronini laut dem Adelslexikon von Ernst Heinrich Kneschke von 1860 bereits 1634 bei der erbländisch-österreichischen Wappenbesserung verliehen worden sein. Da das Gothaische Genealogische Taschenbuch der Gräflichen Häuser dies nicht erwähnt, dürfte Kneschke einem Irrtum unterlegen sein. Offenkundig haben die Coronini die Königskrone (ihre Wappenfigur oder gemeine Figur) aber schon lange vor der Verleihung im Jahr 1940 auch als vermeintliche Rangkrone (und nicht nur, wie zu erwarten, als Helmzier) geführt.

## Persönlichkeiten
- Carmen Coronini (1885–1968), österreichische Anatomin
- Franz Graf Coronini von Cronberg (1833–1901), österreichischer Politiker
- Johann Baptist Graf Coronini von Cronberg (1794–1880), Militär- und Zivilgouverneur, Banus von Kroatien
- Karl Coronini-Cronberg (1818–1910), österreichischer Politiker
- Laura Coronini, 1603 Äbtissin der Klarissen zu Minkendorf (heute Kamnik) in Slowenien
- Michael Graf Coronini von Cronberg (1793–1876), Politiker, Mitglied der Frankfurter Nationalversammlung
- Pompeo Coronini (1581–1640), katholischer Bischof von Triest